# Platyderus dertosensis
Platyderus dertosensis is een keversoort uit de familie van de loopkevers (Carabidae). De wetenschappelijke naam van de soort is voor het eerst geldig gepubliceerd in 1964 door Lagar Mascaro.